# 魏丽惠
魏麗惠（1944年3月—），原籍臺灣彰化縣人，現居北京，屬中國共產黨籍，為婦產科醫師，歷任北京大學人民醫院婦產科主任，中國醫師協會婦產科分會副會長、中國女醫師協會副會長、《中華婦產科》雜誌副總編輯等職務。曾任中華人民共和國全國人民代表大會第九、十、十一屆台灣省代表。

## 生平
1967年自北京第二醫學院醫療系畢業，後於甘肅省臨夏回族自治州臨夏市擔任醫師。於1975年進入北京醫科大學人民医院婦產科任職，歷任教授、婦產科副主任、主任等職。
1981年，赴日本，進入京都大學醫學部研究，1989年擔任大阪市立大学婦產科客座研究員。返回中國後，於1997年擔任北京醫科大學副校長、黨委書記、副院長等工作，投入婦產科醫療、教學與研究領域，主要專長為婦產科疾病與腫瘤，尤以卵巢癌和子宫内膜癌的研究為主。
以其原籍臺灣的背景，曾擔任中華人民共和國全國人民代表大會台灣省代表，及北京市政治協商會議第七、八、九屆委員。